# سعد الدين الحموي
سعيد الدين محمد بن المؤيد بن حمويه الحموي الجويني (1190/99 - 1252/60) كان شيخًا صوفيًا فارسيًا من عائلة صوفية بارزة. وكان ينتمي إلى الطريقة الكبروية. كان كاتباً غزير العلم والإنتاج، يُنسب إليه ما لا يقل عن 47 عملاً بالإضافة إلى الشعر. لقد كان صوفيًا مشهورًا، وكانت معظم كتاباته باطنية وعددية.

## وفاته
ولد وتوفي في خراسان، ودرس في دمشق، وحج إلى مكة ، وعاش فترة في تبريز والموصل. هرب من الغزو المغولي لخوارزم عام 1220. وبحلول عام 1242، أصيب بمرض أدى إلى فقدان إصبعه.